# 메가스테네스
메가스테네스(고대 그리스어: Μεγασθένης)는 헬레니즘 시대의 고대 그리스 역사가, 외교관 및 인도 민족지학자이자 탐험가이다. 메가스테네스는 자신의 저서인 《인디카》에서 인도에 대해 설명했는데 지금은 소실되었지만 후기 작가들에게서 발견된 문학적 단편에서 부분적으로 재구성되었다. 메가스테네스는 인도에 대한 서면 설명을 남긴 최초의 사람이었다.

## 생애
메가스테네스의 보고서가 후대 작품에서 살아남았지만, 그가 셀레우코스 1세 및 안티고노스 1세때의 아라코시아의 사트라프인 시비르티우스의 궁정에서 머무른 시기를 제외하고는 그에 대해 거의 알려진 바가 없다. 또한 그는 파탈리푸트라에 있는 마우리아 황제 찬드라굽타 마우리아의 궁정에 셀레우코스 국왕 셀레우코스 1세 니카토르의 대사로 파견되었다. 그가 마우리아 궁정으로 여행을 떠난 날짜는 불확실하다.

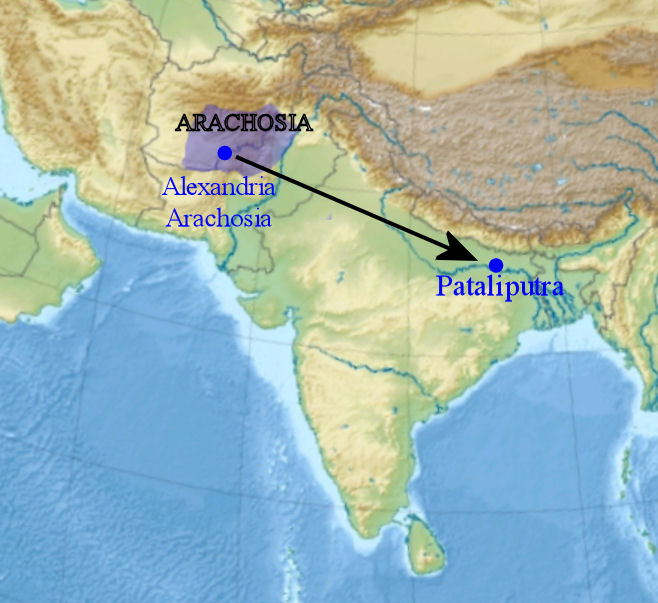
아리아노스에 따르면 메가스테네스는 아라코시아에서 살던 중 파탈리푸트라로 여행하였다.

메가스테네스는 셀레우코스 1세 니카토르의 그리스 대사로서 찬드라굽타 마우리아의 궁정에 머물렀다. 아리아노스는 메가스테네스가 사트라프 시비르티오스와 함께 아라코시아에 살다가 인도를 방문했다고 설명하고 있다.
메가스테네스는 아라코시아의 사트라프 시비르티우스와 함께 살면서 인도인의 왕 산드로코투스를 방문했다는 이야기를 자주 한다." 아리아노스, 《알렉산드로스 원정기》
메가스테네스는 찬드라굽타 마우리아의 치세 도중 인도를 방문하였는데, 그가 인도를 방문한 정확한 날짜와 인도 체류 기간은 확실하지 않다. 메가스테네스의 인도 방문 또는 방문 날짜는 불확실하며 학자들 사이에서 논쟁이 있다. AB 보스워스는 셀레우코스 이전의 초기 날짜를 주장하였는데, 그것은 스톤맨(Stoneman)과 마우리아-셀레우코스 전쟁의 평화협정이 일어난 기원전 303년이었다. 아리아노스는 메가스테네스가 포루스를 만났다고 주장하지만 해당 주장은 메가스테네스가 그리스의 인도 침공 중에 알렉산드로스 대왕과 동행했다고 가정하지 않는 이상 잘못된 것으로 보인다.
메가스테네스는 마우리아의 수도인 파탈리푸트라를 방문하였으나, 그가 방문한 인도의 다른 지역은 확실하지 않다. 그는 이 지역의 강에 대한 자세한 설명을 제공하기 때문에 인도 북서부의 펀자브를 통과한 것으로 보인다. 그 다음 그는 야무나강과 갠지스강을 따라 파탈리푸트라로 여행했을 것이다.
메가스테네스는 《인디카》의 형식으로 인도에 대한 정보를 수집했지만 이 작품은 오늘날 소실되고 대신 후기 작가들의 인용 형태로 남아 있다.
메가스테네스 이후 인도 궁정에 파견된 다른 그리스 사절은 빈두사라 시대의 대사로 활동한 데이마코스와 아소카 시대의 대사로 활동한 디오니시오스가 있다.

## 평가
고대 저술가들 가운데 메가스테네스에 대해 호의적으로 말하는 사람은 아리아노스뿐이다. 디오도로스(기원전 1세기)는 메가스테네스의 이야기의 일부를 생략한 채로 인용하였다. 다른 작가들은 메가스테네스를 명시적으로 비판하였다: 
- 에라토스테네스(기원전 2세기)는 메가스테네스가 인도에 관한 내용의 상당 부분을 메가스테네스로부터 차용한 것 같지만 거짓에 연루되었다고 메가스테네스를 비난하였다.[5]
- 스트라본(서기 1세기)는 메가스테네스를 인도에 대한 멋진 이야기를 쓴 거짓말쟁이라고 불렀다. 그는 또한 데이마코스, 오네시크리토스, 네아코르스를 포함한 인도의 다른 초기 작가들을 거짓말쟁이로 낙인찍었다.[5] 스트라본에 따르면, "데이마코스와 메가스테네스에 대해 어떤 믿음도 가질 수 없다".[15]
- 플리니우스(서기 1세기)는 메가스테네스의 인도의 멋진 인종에 대한 설명과 헤라클레스와 디오니소스에 대한 설명을 비판하였다.[5]

EA 스크완벡, BCJ 팀머 및 트루스델 스파르하크 브라운과 같은 현대 학자들은 메가스테네스를 신뢰할 수 있는 출처로 결론지었다. 스크완벡은 인도에서 숭배되는 신에 대한 메가스테네스의 설명에서만 결함을 찾고 있다. 브라운은 메가스테네스에 대해 더 비판적이지만 메가스테네스는 인도의 작은 부분만을 방문했으며 그의 관찰에 대해 다른 사람들에게 의존했음에 틀림없다고 지적한다. 이러한 관찰 중 일부는 잘못된 것으로 보이지만 나머지들은 현대 연구자들에 의해 무시될 수 없다. 따라서 그가 다른 사람들이 제공한 잘못된 정보로 인해 종종 오도되기는 했지만 그의 작업은 이후의 몇몇 작가들에게 인도에 대한 주요 정보 출처로 남아 있었다.

## 같이 보기
- 메가스테네스의 헤라클레스
- 헤로도토스
- 데모다마스

## 참고 문헌
- Allan Dahlaquist (1996). 《Megasthenes and Indian Religion: A Study in Motives and Types》. Motilal Banarsidass. ISBN 978-81-208-1323-6.
- N. S. Kalota (1978). 《India as Described by Megasthenes》. Concept.
- Paul J. Kosmin (2014), 《The Land of the Elephant Kings: Space, Territory, and Ideology in Seleucid Empire》, Harvard University Press, ISBN 978-0-674-72882-0
- U. P. Arora (1982), 《Plagiarism and prejudices in Megasthenes's Indica》, Indian History Congress
- Paul J. Kosmin (2013). 〈Apologetic Ethnography: Megasthenes' Indica and the Seleucid Elephant〉.   Eran Almagor, Joseph Skinner. 《Ancient Ethnography: New Approaches》. Bloomsbury Publishing. ISBN 9781472537607.
- Harry Falk (1982). 《Die sieben "Kasten" des Megasthenes》 (독일어).
- Shri Ram Goyal (2001). 《India as Known to Kauṭilya and Megasthenes》. Kusumanjali Book World.
- "How the Hoopoe Got His Crest: Reflections on Megasthenes’ Stories of India." In Ancient Historiography on War and Empire, edited by Stoneman Richard, Howe Timothy, and Müller Sabine, 188–99. Oxford; Philadelphia: Oxbow Books, 2017. www.jstor.org/stable/j.ctt1kw2b3r.17.